# Romeo & Julius
|  | Denne artikel er oprettet af botten PalnaBot ud fra en ekstern database. Den kan derfor have sproglige fejl eller mangler. Denne skabelon kan fjernes efter kontrol af indholdet. |

Romeo & Julius er en ungdomsfilm instrueret af Sabine Hviid efter manuskript af Signe Myndborg.

## Handling
Romeo & Julius handler om at turde kærligheden. Som i "Romeo & Julie" er kærligheden nøglen til livet. Tør vi ikke den, tør vi ikke livet. Men hvorfor ikke turde kærligheden? Måske på grund af modstand fra forældre - eller sig selv? Filmen handler om den følelse, der forvirrer, spænder ben, giver åndenød, men også gør os frygtelig levende. Den handler om at kunne nå at mærke en flig af evighedsstrømmen - før komfortliv eller egne hæmninger tager over. Virkeligheden blander sig i opsætningen af Shakespeares teaterstykke, da de to hovedpersoner øver scenerne. Hvad der er ment som et abstraktionsniveau i filmen - teaterstykket om den umulige kærlighed - bliver pludselig meget virkelig, da det bliver en ventil til nogle følelser, der begynder at vokse mellem de to, og scenerne derfor bliver så meget mere sårbare og vanskelige at spille.